# Brnaze
Brnaze – wieś w Chorwacji, w żupanii splicko-dalmatyńskiej, w mieście Sinj. W 2011 roku liczyła 3184 mieszkańców.

## Charakterystyka
Jest położona na terenie Zagory, na terenie Sinjskiego polja, na bezwzględnej wysokości 326 m n.p.m., 3 km na południowy wschód od Sinja.
Przez Brnaze przebiegają drogi Split – Sinj – Knin i Brnaze – Trilj – Imotski.
Miejscowa gospodarka oparta jest na rolnictwie, handlu i rzemiośle.